# Asociación Española de Operadores de Productos Petrolíferos

La Asociación Española de Operadores de Productos Petrolíferos (AOP) es una organización sin ánimo de lucro creada en 1993 con el objetivo de defender y representar los intereses compartidos de las compañías dedicadas al refino del petróleo y a la distribución de los productos finales.
El 24 de abril de 2025 se anunció su conversión en la Asociación de la Industria del Combustible de España.

## Historia
En 1927 se había creado la ley de Monopolios del Petróleo (Real Decreto-Ley de 28 de junio de 1927) por la que el Estado español, en ese momento bajo la dictadura de Primo de Rivera, creaba la Compañía Arrendataria del Monopolio de Petróleos, S.A. (CAMPSA) que se hacía con el monopolio del petróleo en el país durante un periodo de 20 años. Concesión que volvería a ser renovada en 1947 y continuando hasta 1993 cumpliéndose los 65 años de monopolio.
La gran transformación del mercado petrolífero español, germen del nacimiento de la AOP se daría en 1986 cuando crea Repsol por parte del Instituto Nacional de Hidrocarburos. La compañía, que aun mantendría el monopolio, fue privatizada dos años más tarde.
El cambio fundamental vendría impuesto por exigencias antimonopolísticas impuestas por la Comunidad Económica Europea (actual Unión Europea), que conllevó que el monopolio fuera suspendido en 1992, distribuyéndose sus activos entre las diversas petroleras que en aquel momento operaban en el mercado español en función de su cuota de presencia en el mismo: Repsol, Cepsa y BP (British Petroleum), principalmente.

##### Finalidad y objetivos
La AOP está integrada por empresas que comercializan productos petrolíferos en España y poseen capacidad de refino en Europa, en concreto por BP, CEPSA, ENI, GALP, REPSOL y SARAS. Entre sus funciones está la de realizar seguimiento de la legislación petrolera, fiscal y medioambiental manteniendo una estrecha colaboración con las autoridades competentes de la administración
Tiene, fundamentalmente, dos labores: una institucional, de representación y órgano consultivo del sector en las distintas Administraciones Públicas y en otros organismos o asociaciones, y otra divulgativa, para un mejor conocimiento del sector. AOP se compromete especialmente a la observancia de la normativa española y de la UE en materia de defensa de la competencia.

#### La AOP y la propuesta de reducción de emisiones de CO2
La AOP busca participar en la transición energética en España con el objetivo de logar una reducción significativa e inmediata de las emisiones de gases de efecto invernadero, particularmente de CO2, mediante soluciones complementarias a la electrificación y con el desarrollo de Eco combustibles. La política de la AOP tiene las miras puestas en 2050, con un renovado compromiso por la transición ecológica, además busca dar un impulso para situar el reto de la neutralidad de las emisiones y el desarrollo sostenible, así como colocar la transición justa en el centro del debate.
Además, en palabras de Andreu Puñet, director general de AOP en 2019, tienen como objetivo contribuir con su «conocimiento» al diseño de una ruta tecnológica basada en el hidrógeno verde, la captura de Co2 y el uso de materias primas bajas en carbono. «Hemos presentado esta estrategia al ministerio para la Transición Ecológica y lo vieron con mucho interés porque es una alternativa al vehículo eléctrico».

## Junta Directiva
La junta directiva de la AOP está compuesta por representantes de las diversas compañías que forman parte de la Asociación. En 2021 la junta estaba compuesta por Juan Antonio Carrillo de Albornoz (REPSOL), Presidente; Javier Antúnez (CEPSA) Vicepresidente 1º; Francisco Quintana (BP), Vicepresidente 2º; João Diogo Marques da Silva (GALP), Vicepresidente 3º. Y por los vocales Enrique González (BP), Carlos Navarro (CEPSA), Manuel Pérez Jurado (REPSOL), Federico Tarín (REPSOL) y Javier Albares (SARÁS ENERGÍA). Como director general actúa  Andreu Puñet.
Juan Antonio Carrillo sucedió en el cargo a Luis Ares (BP), quien había ejercido la presidencia desde 2019. Ocupará el cargo por un plazo de dos años.